# Pasi Koskela

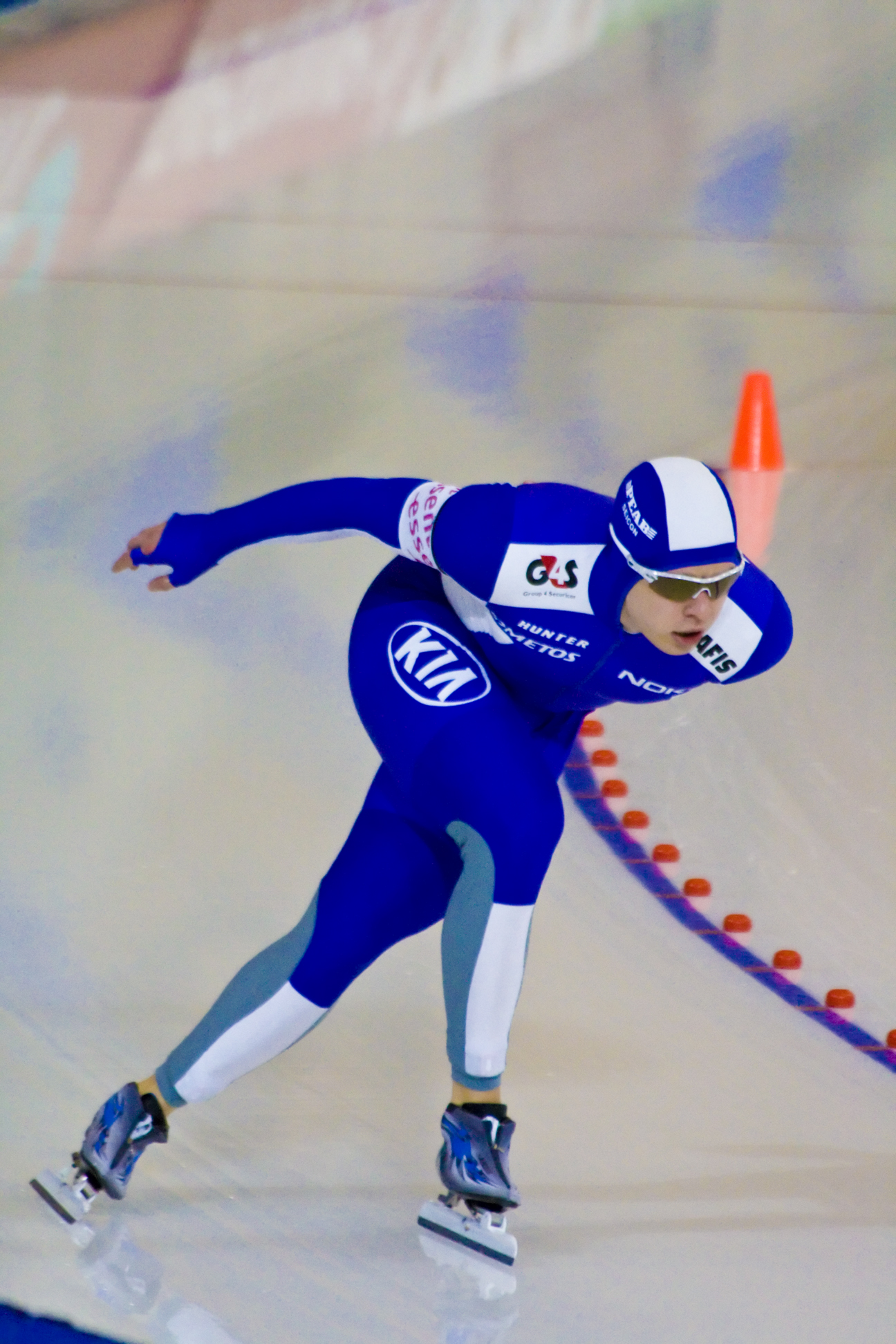
Pasi Koskela.

Pasi Koskela (Vaasa, 28 september 1980) is een Finse voormalig langebaanschaatser. Hij is een broer van Pekka Koskela.

## Persoonlijke records
| Afstand     | Tijd     | Datum            | Baan           |
| ----------- | -------- | ---------------- | -------------- |
| 500 meter   | 35,29    | 6 maart 2009     | Salt Lake City |
| 1000 meter  | 1.09,41  | 11 november 2007 | Salt Lake City |
| 1500 meter  | 1.50,33  | 23 maart 2002    | Calgary        |
| 3000 meter  | 4.19,20  | 8 januari 2000   | Inzell         |
| 5000 meter  | 8.00,64  | 18 december 1999 | Seinäjoki      |
| 10000 meter | 17.25,42 | 19 december 1999 | Seinäjoki      |

## Resultaten
| Jaar | WK Sprint | WK Afstanden       | Wereldbeker                 |
| ---- | --------- | ------------------ | --------------------------- |
| 2002 |           |                    | 39e 500m 27e 1000m          |
| 2003 | 33e       | 21e 500m 21e 1000m | 54e 500m 45e 1000m          |
| 2004 |           |                    |                             |
| 2005 |           |                    |                             |
| 2006 |           |                    | 16e 100m                    |
| 2007 | 25e       |                    | 24e 100m 41e 500m 38e 1000m |
| 2008 | 29e       | 19e 500m           | 27e 100m 33e 500m 26e 1000m |
| 2009 |           | DQ2 500m           | 26e 100m 25e 500m 56e 1000m |